# Șarhorod
Șarhorod (în ucraineană Шаргород, în poloneză Szarogród) este orașul raional de reședință al raionului Șarhorod din regiunea Vinnița, Ucraina. În afara localității principale, nu cuprinde și alte sate.

## Demografie
Componența lingvistică a orașului Șarhorod
     Ucraineană (98,18%)
     Rusă (1,63%)
     Alte limbi (0,07%)
Conform recensământului din 2001, majoritatea populației orașului Șarhorod era vorbitoare de ucraineană (98,18%), existând în minoritate și vorbitori de rusă (1,63%).

## Galerie de imagini

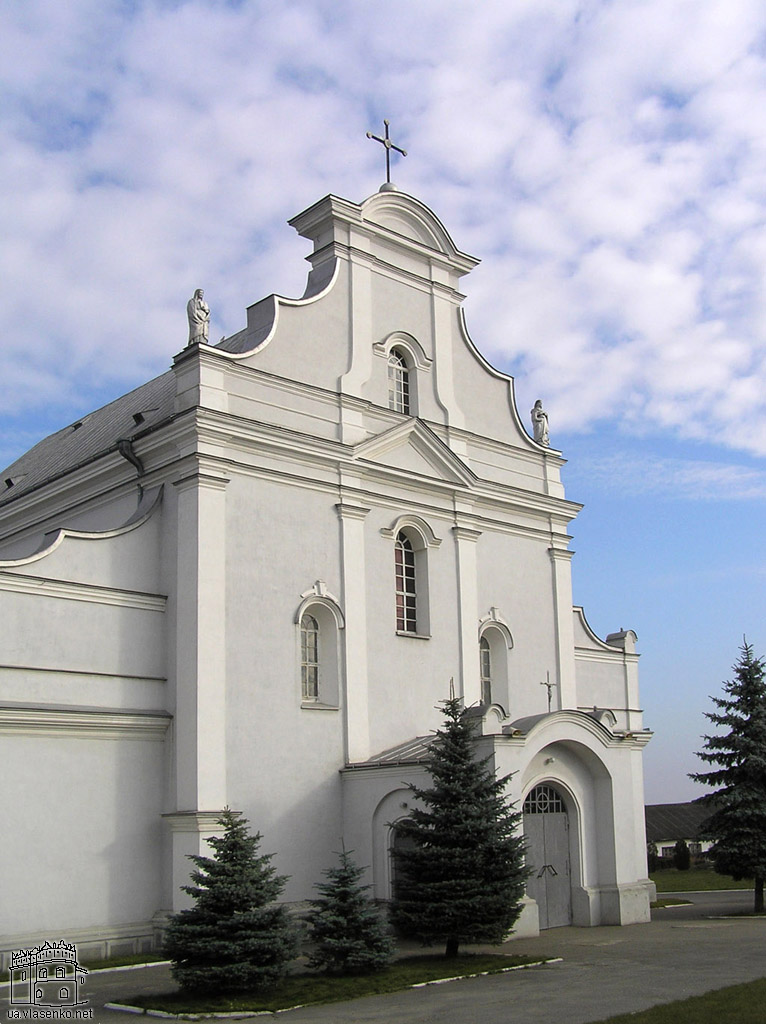
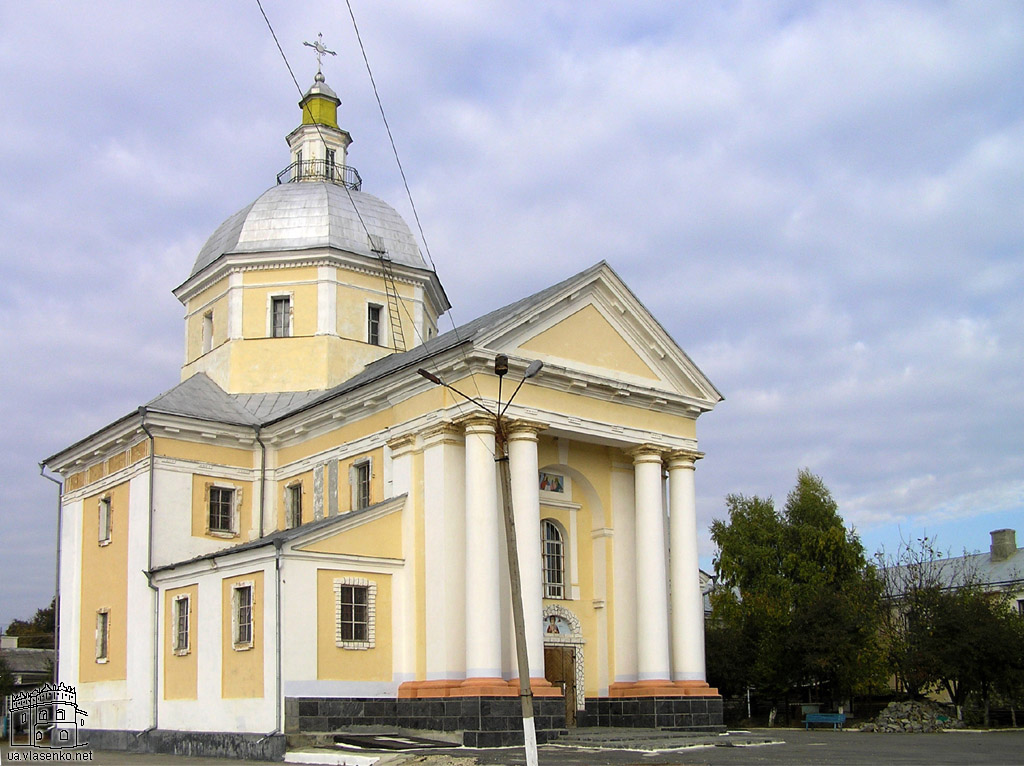
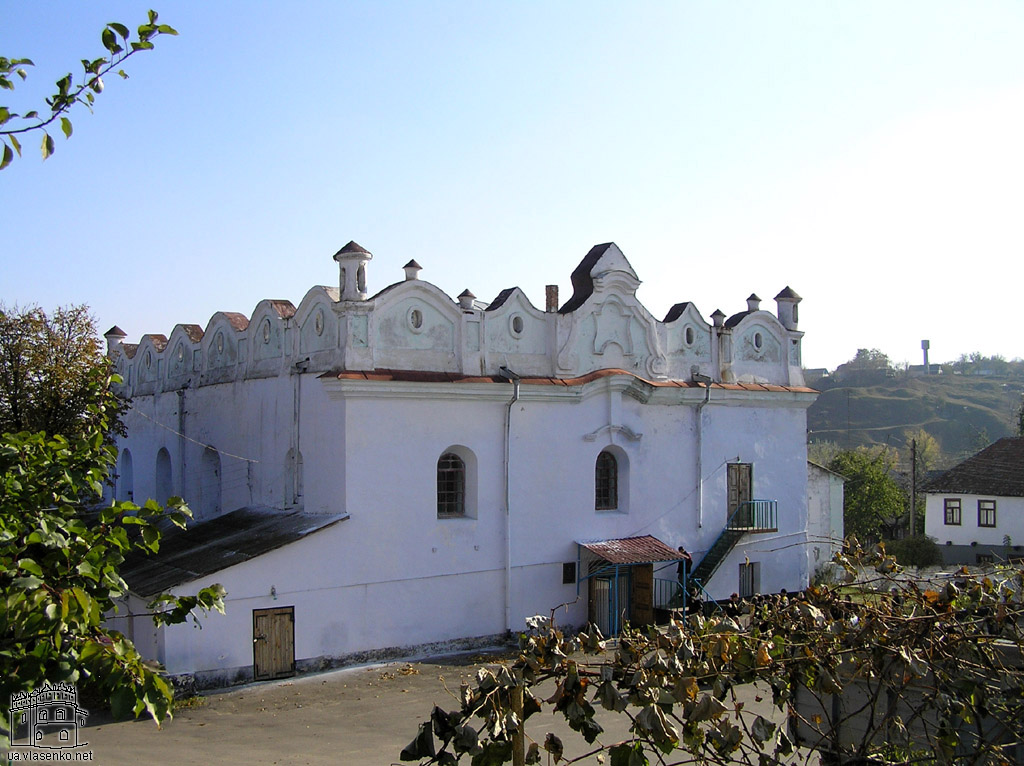

## Istoric
Uniunea statală polono-lituaniană 1585–1672

 Imperiul Otoman 1672–1699

 Uniunea statală polono-lituaniană 1699–1793

 Imperiul Rus 1793–1917

 RSS Ucraineană 1920–1922

 Uniunea Sovietică 1922–1941

 Imperiul German (ocupația) 1941–1944

 Uniunea Sovietică 1944–1991

 Ucraina 1991–prezent 